# Heterodontosàurids
Els heterodontosàurids (Heterodontosauridae, gr. "llangardaixos de dents diferents") són una família de dinosaures ornitisquis primitius. Malgrat que els seus fòssils són rars, aparegueren a finals del Triàsic i podrien haver sobreviscut fins al Cretaci inferior.